# Douglas Alexander
Douglas Garven Alexander (Glasgow, Schotland, 26 oktober 1967) is een voormalig Brits politicus van de Labour Party.
Alexander was tussen 2001 en 2010 bewindspersoon in de kabinetten-Blair (2001–2007) en Brown (2007–2010). Alexander werkte als politiek adviseur voor prominent politicus Gordon Brown van 1990 tot 1993 en als advocaat van 1993 tot 1997.
- Gemeinsame Normdatei: 1068498099
- International Standard Name Identifier: 0000 0000 3828 4388
- Library of Congress Control Number: n2001033073
- Nationale Bibliotheek van Polen: a0000003576380
- Système universitaire de documentation: 130638161
- Virtual International Authority File: 38718678
- WorldCat: E39PBJj8X4fC9rVGFWtv6pPxXd